# Herb Edelman
Herb Edelman, noto anche con il nome completo di Herbert Edelman (New York, 5 novembre 1933 – Los Angeles, 21 luglio 1996), è stato un attore statunitense.

## Biografia
Prima di diventare attore, Herb Edelman frequentò per un anno la facoltà di veterinaria alla Cornell University. Durante il servizio militare fece l'annunciatore per la radio delle Forze Armate, poi frequentò la scuola teatrale del Brooklyn College ed esercitò svariati mestieri, tra cui il tassista.
Fu il regista Mike Nichols a notarlo e a offrirgli il ruolo del tecnico telefonico nella sua commedia A piedi nudi nel parco, in scena a Broadway nel 1963. Nello stesso periodo Edelman iniziò a lavorare come attore televisivo e apparve in diverse serie come Il reporter (1964), Quella strana ragazza (1966) ,Agenzia U.N.C.L.E. (1967), e Strega per amore (1969) nell'episodio This Little Piggie.
Dopo aver interpretato il premier sovietico nella commedia di spionaggio A noi piace Flint (1966), accanto a James Coburn, Edelman riprese il ruolo di Harry Pepper, che già aveva interpretato a Broadway, nel film commedia A piedi nudi nel parco (1967) di Gene Saks. L'anno successivo lavorò nuovamente sotto la regia di Saks per la commedia La strana coppia (1968), al fianco di Jack Lemmon e Walter Matthau, in cui interpretò il ruolo del poliziotto Murray, un componente del gruppo di amici che si riunisce settimanalmente a casa di Oscar Madison (Matthau) per giocare a poker.
Sempre nel 1968, Edelman raggiunse la definitiva celebrità anche sul piccolo schermo nella serie The Good Guys, interpretando il ruolo di Bert Gramus, gestore della tavola calda Bert's Place e amico del tassista Rufus Butterworth (Bob Denver). Nella seconda stagione della serie i due personaggi diventarono soci nella gestione del piccolo ristorante, aiutati dalla moglie di Bert, Claudia (interpretata da Joyce Van Patten). La sitcom andò in onda per due stagioni, dal 1968 al 1970, per un totale di quarantadue episodi.
Durante gli anni settanta Edelman apparve solo occasionalmente sul grande schermo, ma in film popolari quali le commedie Prima pagina (1974) di Billy Wilder, in cui ritrovò Jack Lemmon e Walter Matthau, e California Suite (1978), il drammatico Come eravamo (1973), con Barbra Streisand e Robert Redford, e il poliziesco Yakuza (1974). Innumerevoli furono invece le partecipazioni televisive, che fecero di Edelman uno dei più familiari volti del piccolo schermo. Tra i telefilm da lui interpretati sono da ricordare Le strade di San Francisco (1973-1974), Cannon (1974-1975), Big John, Little John (1976), una serie per bambini, Kojak (1976-1978). Apparve in due episodi della serie poliziesca Ellery Queen, La notte di San Silvestro, in cui impersonò il tassista che accompagna Ellery Queen (Jim Hutton) dalla fidanzata e poi all'Hotel Astor, durante la notte di Capodanno del 1947, e Cuore di pietra, nel quale interpretò Max Sheldon, un autore di programmi televisivi.
Edelman proseguì la carriera televisiva anche durante gli anni ottanta, con ruoli ricorrenti nelle serie Adorabili creature (1980-1981), Strike Force (1981-1982), New York New York (1984-1985), A cuore aperto (1984-1988), Cuori senza età (1985-1992), nel ruolo di Stan Zbornak. Per quest'ultima serie l'attore fu candidato due volte al premio Emmy come miglior attore non protagonista in una serie commedia. Apparve inoltre in dieci episodi della popolare serie La signora in giallo, in cui interpretò a più riprese il ruolo del tenente Artie Gelber, un poliziotto del NYPD che affianca Jessica Fletcher (Angela Lansbury) nelle sue consuete indagini. L'ultimo degli episodi a cui partecipò, Twice Dead, risale al 1995, anno in cui egli abbandonò le scene dopo un'ultima apparizione nella serie La legge di Burke.

## Vita privata
Dal 1964 al 1970 Edelman fu sposato con Louise Sorel, anche lei nota interprete televisiva e dal 1971 al 1984 fu sposato con Marylin Cosgrove da cui ha avuto due figlie, Briana e Jacy.
Successivamente l'attore fu legato a Christina Pickles, sua partner nella serie televisiva A cuore aperto. La relazione durò fino alla scomparsa di Edelman, che morì il 21 luglio 1996, all'età di sessantadue anni, per un enfisema.

## Filmografia

### Cinema
- A noi piace Flint (In Like Flint), regia di Gordon Douglas (1967)
- A piedi nudi nel parco (Barefoot in the Park), regia di Gene Saks (1967)
- Facce per l'inferno (P.J.), regia di John Guillermin (1968)
- La strana coppia (The Odd Couple), regia di Gene Saks (1968)
- Lasciami baciare la farfalla (I Love You, Alice B. Toklas!), regia di Hy Averback (1968)
- Oggi sposi: sentite condoglianze (The War Between Men and Women), regia di Melville Shavelson (1972)
- Come eravamo (The Way We Were), regia di Sydney Pollack (1973)
- Prima pagina (The Front Page), regia di Billy Wilder (1974)
- Yakuza (The Yakuza), regia di Sydney Pollack (1974)
- Pazzo pazzo West! (Hearts of the West), regia di Howard Zieff (1975)
- Charge of the Model T's, regia di Jim McCollough Sr. (1977)
- Goin' Coconuts, regia di Howard Morris (1978)
- California Suite, regia di Herbert Ross (1978)
- Otoko wa tsurai yo: Torajirô haru no yume, regia di Yôji Yamada (1979)
- On the Right Track, regia di Lee Philips (1981)
- Qua la mano picchiatello (Smorgasbord), regia di Jerry Lewis (1983)
- Il mistero del conte Lobos (Kuai can che), regia di Sammo Hung (1984)
- Pezzi duri… e mosci (The Naked Truth), regia di Niko Mastorakis (1993)
- Cops n Roberts, regia di Peter Crane (1995)

### Televisione
- Il reporter (The Reporter) – serie TV, episodio 1x03 (1964)
- The Nurses – serie TV, episodio 3x28 (1965)
- Honey West – serie TV, episodio 1x05 (1965)
- Hey, Landlord – serie TV, episodio 1x08 (1966)
- Quella strana ragazza (That Girl) – serie TV, episodio 1x09 (1966)
- Occasional Wife – serie TV, episodio 1x10 (1966)
- Agenzia U.N.C.L.E. (The Girl from U.N.C.L.E.) – serie TV, episodio 1x22 (1967)
- Polvere di stelle (Bob Hope Presents the Chrysler Theatre) – serie TV, episodio 4x20 (1967)
- It's About Time – serie TV, episodio 1x25 (1967)
- Una famiglia... si fa per dire (Accidental Family) – serie TV, episodio 1x03 (1967)
- The Flying Nun – serie TV, episodio 1x08 (1967)
- The Mothers-In-Law – serie TV, episodio 1x14 (1967)
- Good Morning, World – serie TV, episodio 1x19 (1968)
- The Good Guys – serie TV, 42 episodi (1968-1970)
- In Name Only, regia di E.W. Swackhamer – film TV (1969)
- Room 222 – serie TV, episodio 1x25 (1970)
- Matt Lincoln – serie TV, episodio 1x02 (1970)
- The Feminist and the Fuzz, regia di Jerry Paris – film TV (1971)
- The Bill Cosby Show – serie TV, episodio 2x20 (1971)
- The Neon Ceiling, regia di Frank Pierson – film TV (1971)
- Vita da strega (Bewitched) – serie TV, episodio 7x20 (1971)
- Detective anni trenta (Banyon) – serie TV, episodio 1x0 (1971)
- McMillan e signora (McMillan & Wife) – serie TV, episodi 1x0 (1971)
- Missione impossibile (Mission: Impossible) – serie TV, episodio 6x13 (1971)
- Banacek – serie TV, episodio 1x02 (1972)
- Of Thee I Sing, regia di Roger Beatty e Dick Hall – film TV (1972)
- I nuovi medici (The Bold Ones: The New Doctors) – serie TV, episodio 4x08 (1972)
- Temperatures Rising – serie TV, episodio 1x14 (1972)
- Steambath, regia di Burt Brinckerhoff – film TV (1973)
- Ironside – serie TV, episodio 7x02 (1973)
- Le pazze storie di Dick Van Dyke (The New Dick Van Dyke Show) – serie TV, episodio 3x03 (1973)
- La famiglia Partridge (The Partridge Family) – serie TV, episodio 4x04 (1973)
- Love, American Style – serie TV, 5 episodi (1969-1973)
- Diana – serie TV, episodio 1x07 (1973)
- Koska and His Family, regia di Dan Dailey – film TV (1973)
- Hawkins – serie TV, episodio 1x07 (1974)
- The Boys, regia di Bill Persky – film TV (1974)
- Un urlo nella notte, regia di John Llewellyn Moxey – film TV (1974)
- Le strade di San Francisco (The Streets of San Francisco) – serie TV, episodi 2x09-3x04 (1973-1974)
- Maude – serie TV, episodio 3x11 (1974)
- Happy Days – serie TV, episodio 2x14 (1975)
- Crossfire, regia di William Hale – film TV (1975)
- Barney Miller – serie TV, episodio 1x10 (1975)
- The Wide World of Mystery – serie TV, 1 episodio (1975)
- Cannon – serie TV, episodi 3x16-5x13 (1974-1975)
- Medical Center – serie TV, episodio 7x13 (1975)
- Jigsaw John – serie TV, episodio 1x02 (1976)
- Sulle strade della California (Police Story) – serie TV, episodi 1x05-3x19 (1973-1976)
- Ellery Queen – serie TV, episodi 1x01-1x21 (1975-1976)
- Smilin' Saturday Morning Special – film TV (1976)
- Smash-Up on Interstate 5, regia di John Llewellyn Moxey – film TV (1976)
- Big John, Little John – serie TV, 13 episodi (1976)
- The Ashes of Mrs. Reasoner, regia di Peter Levin – film TV (1976)
- Le ragazze di Blansky (Blansky's Beauties) – serie TV, episodi 1x03-1x04 (1977)
- Lanigan's Rabbi – serie TV, episodio 1x04 (1977)
- Kingston: dossier paura (Kingston: Confidential) – serie TV, episodio 1x09 (1977)
- Ai limiti dell'incredibile (Quinn Martin's Tales of the Unexpected) – serie TV, episodio 1x07 (1977)
- Professione medico (Rafferty) – serie TV, episodio 1x01 (1977)
- The San Pedro Beach Bums – serie TV, episodio 1x01 (1977)
- I ragazzi del sabato sera (Welcome Back, Kotter) – serie TV, episodio 3x08 (1977)
- Have I Got a Christmas for You, regia di Marc Daniels – film TV (1977)
- Kojak – serie TV, episodi 4x11-5x16 (1976-1978)
- Special Olympics, regia di Lee Philips – film TV (1978)
- CHiPs – serie TV, episodio 1x20 (1978)
- Saremo famosi (The Comedy Company), regia di Lee Philips – film TV (1978)
- Chico (Chico and the Man) – serie TV, episodio 4x21 (1978)
- Charlie's Angels – serie TV, episodio 3x01 (1978)
- Frankie and Annette: The Second Time Around, regia di Richard Benedict – film TV (1978)
- Marathon, regia di Jackie Cooper – film TV (1980)
- A Cry for Love, regia di Paul Wendkos – film TV (1980)
- Adorabili creature (Ladies' Man) – serie TV, 16 episodi (1980-1981)
- Strike Force – serie TV, 20 episodi (1981-1982)
- Fantasilandia (Fantasy Island) – serie TV, episodi 1x12-5x05-6x06 (1978-1982)
- Dalle 9 alle 5, orario continuato (9 to 5) – serie TV, 8 episodi (1982-1983)
- Shooting Stars, regia di Richard Lang – film TV (1983)
- Trapper John (Trapper John, M.D.) – serie TV, episodi 3x02-5x14 (1981-1984)
- Matt Houston – serie TV, episodi 1x02-2x10-3x02 (1982-1984)
- Professione pericolo (The Fall Guy) – serie TV, episodio 4x23 (1985)
- The Paper Chase – serie TV, episodio 3x06 (1985)
- Hotel – serie TV, episodio 2x26 (1985)
- Autostop per il cielo (Highway to Heaven) – serie TV, episodi 2x01-2x02 (1985)
- Picking Up the Pieces, regia di Paul Wendkos – film TV (1985)
- Hardcastle & McCormick (Hardcastle and McCormick) – serie TV, episodio 3x07 (1985)
- New York New York (Cagney & Lacey) – serie TV, 3 episodi (1984-1985)
- Crazy Like a Fox – serie TV, episodio 2x10 (1985)
- Love Boat (The Love Boat) – serie TV, episodi 5x11-7x19-7x20-9x11 (1981-1986)
- Ancora tu (You Again?) – serie TV, episodio 1x13 (1986)
- Maggie, regia di Waris Hussein – film TV (1986)
- Matlock – serie TV, episodio 1x15 (1987)
- Provaci ancora, Harry (The Law and Harry McGraw) – serie TV, episodio 1x05 (1987)
- La bella e la bestia (Beauty and the Beast) – serie TV, episodio 1x15 (1988)
- A cuore aperto (St. Elsewhere) – serie TV, 17 episodi (1984-1988)
- Just Temporary, regia di Kim Friedman – film TV (1989)
- Teddy Z (The Famous Teddy Z) – serie TV, episodio 1x05 (1989)
- Cose dell'altro mondo (Out of This World) – serie TV, episodio 3x08 (1989)
- In famiglia e con gli amici (Thirtysomething) – serie TV, episodi 2x15-3x15 (1989-1990)
- The Bradys – serie TV, episodi 1x02-1x03 (1990)
- Anna, regia di Noam Pitlik – film TV (1990)
- California (Knots Landing) – serie TV, 5 episodi (1990)
- MacGyver – serie TV, episodi 5x18-6x18-7x10 (1990-1991)
- Grass Roots, regia di Jerry London – film TV (1992)
- Cuori senza età (The Golden Girls) – serie TV, 25 episodi (1985-1992)
- Batman (Batman: The Animated Series) – serie TV, episodi 1x01-1x02 (1992) - voce
- Avvocati a Los Angeles (L.A. Law) – serie TV, episodi 7x04 e 7x09 (1992-1993)
- Cuori al Golden Palace (The Golden Palace) – serie TV, episodio 1x22 (1993)
- The Second Half – serie TV, episodio 1x05 (1993)
- The Mommies – serie TV, episodio 1x24 (1994)
- La signora in giallo (Murder, She Wrote) – serie TV, 10 episodi (1984-1995)
- La legge di Burke (Burke's Law) – serie TV, episodio 2x10 (1995)

## Doppiatori italiani
Nelle versioni in italiano delle opere in cui ha recitato, Herb Edelman è stato doppiato da:
- Pietro Biondi in Adorabili creature, Cuori senza età (st. 4-5)
- Gianfranco Bellini in A noi piace Flint
- Gianni Bonagura in A piedi nudi nel parco
- Ferruccio Amendola in La strana coppia
- Nando Gazzolo in Come eravamo
- Gianni Musy in Yakuza
- Giuliano Persico in Happy Days
- Daniele Tedeschi in Ellery Queen (ep. 1x01)
- Antonio Colonnello in Ellery Queen (ep. 1x21)
- Valerio Ruggeri in CHiPs
- Sergio Matteucci in Charlie's Angels
- Glauco Onorato in Dalle 9 alle 5, orario continuato
- Paolo Poiret in Cuori senza età (st. 1-3)
- Walter Maestosi in Cuori senza età (ep. 6x25, st. 7)
- Angelo Nicotra in La signora in giallo (ep. 3x14)
- Giorgio Lopez in La signora in giallo
- Vittorio Battarra in La signora in giallo (ep. 1x00)
- Michele Kalamera in Pezzi duri… e mosci